# Чистая Лужа
Чистая Лужа (бел. Чыстая Лужа) — деревня в Озаричском сельсовете Калинковичского района Гомельской области Белоруссии.

## География

### Расположение
В 48 км на северо-запад от Калинкович, 28 км от железнодорожной станции Холодники (на линии Жлобин — Калинковичи), 170 км от Гомеля.

### Гидрография
На западе канал Межелищанский, соединённый с рекой Тремля (приток реки Припять).

## Транспортная сеть
Транспортные связи по просёлочной, затем автомобильной дороге Калинковичи — Бобруйск. Планировка состоит из прямолинейной улицы, ориентированной с юго-запада на северо-восток и застроенной неплотно, деревянными крестьянскими усадьбами.

## История
По письменным источникам известна с XIX века как деревня в Крюковичской волости Речицкого уезда Минской губернии. В 1875 году владелица одноимённого поместья дворянка Яленская владела здесь 23 442 десятинами земли, трактиром и мельницей. В 1931 году жители вступили в колхоз. Действовала начальная школа (в 1935 году 95 учеников). Во время Великой Отечественной войны в январе 1944 года оккупанты сожгли деревню и убили 21 жителя. 34 жителя погибли на фронте. Согласно переписи 1959 года в составе совхоза «Березнянский» (центр — деревня Крюковичи).
До 12 ноября 2013 года входила в Крюковичский сельсовет. После упразднения сельсовета присоединена к Озаричскому сельсовету.

## Население
- 1925 год — 20 дворов.
- 1940 год — 30 дворов, 112 жителей.
- 1959 год — 102 жителя (согласно переписи).
- 2004 год — 14 хозяйств, 26 жителей.

## Известные уроженцы
- А. С. Калугин — доктор медицинских наук, профессор.
- Яцко,Борис Андреевич,12.05.1906 --18.01.1942, красноармеец,ушел добровольцем на фронт,погиб в плену в концлагере в Германии ,Гросс Борн Редеритц,до ноября 2019 года числился пропавшем без вести.